# Sztuki wyzwolone

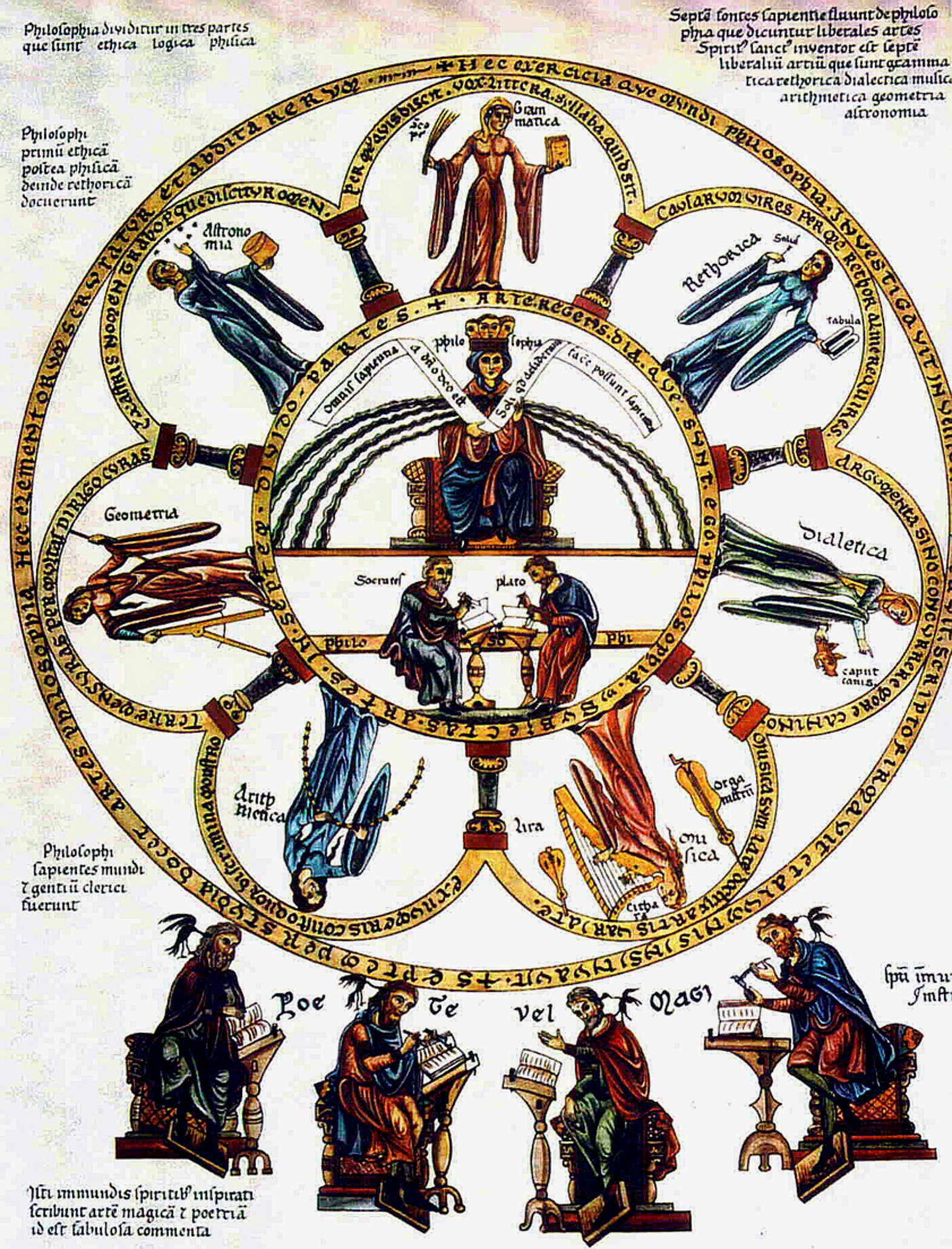
Siedem sztuk wyzwolonych z Hortus deliciarum Herrady z Landsbergu (ok. 1180)

Sztuki wyzwolone (stgr. ἐγκύκλιος παιδεία, łac. artes liberales, studia liberalia, disciplinae liberales, artes saeculares, saeculares litterae, artes magnae) lub siedem sztuk wyzwolonych (łac. septem artes liberales) – system podstawowej, ogólnej i uniwersalnej edukacji ukształtowany w IV wieku przed Chrystusem, powszechnie stosowany w starożytnych Grecji i Rzymie, obejmujący nauczanie literatury i matematyki.
W V i VI wieku sztuki ujednolicono:
- na poziomie niższym (trivium) nauczano przedmiotów literackich: gramatyki, retoryki i dialektyki;
- natomiast na poziomie wyższym (quadrivium) – przedmiotów matematycznych: arytmetyki, geometrii, astronomii oraz muzyki.

Nazwy tych przedmiotów nie odpowiadają poszczególnym naukom w znaczeniu nowożytnym.
System artes stał się podstawą kształcenia w średniowiecznej Europie. Przeniósł on do kultury chrześcijańskiego Zachodu antyczną tradycję naukową i edukacyjną. Między XVII a XIX wiekiem zastąpiono go innymi systemami edukacji, lecz przetrwał, w unowocześnionej formie, w szkolnictwie amerykańskim. Nie był systemem edukacji teoretycznej lub praktycznej, ale systemem edukacji twórczej. Jego fundamentalne założenie, że podstawą wykształcenia jest zdobycie wiedzy na temat literatury i matematyki, okazało się trwałe i jest nadal stosowane w nowożytnym szkolnictwie.

## Znaczenie terminu
W traktacie O mówcy Cyceron wywiódł etymologię terminu artes liberales z łacińskiego przymiotnika liber (wolny). Przeciwstawił sztuki wyzwolone sztukom, które nie są godne wolnego człowieka. Pomysł ten zaczerpnął Cyceron z siódmej księgi Polityki Arystotelesa. Seneka, w swoim 88. liście, powołując się na Posejdoniosa, objaśnił, że studia liberalia są to takie studia, które ludzie uprawiają dla innych celów niż zdobycie pieniędzy. Nazywane są one wolnymi, bo są godne człowieka wolnego. Dlatego – twierdził Seneka – do sztuk wyzwolonych nie należą malarstwo, architektura i inne sztuki manualne (artes mechanicae), podczas gdy należy do nich muzyka, jako związana z matematyką. Sztuki są nazywane wolnymi także dlatego, że prowadzą człowieka do mądrości, która jedyna zapewnia prawdziwą wolność. Zresztą – podsumował swój wywód Seneka – jedna jest tylko sztuka naprawdę wyzwolona, która czyni człowieka wolnym. To nauka mądrości, wzniosła, nieustraszona, wielkoduszna. Inne są mało znaczące i dziecięce. Późniejsi teoretycy pedagogiki interpretowali twierdzenia Cycerona i Seneki w ten sposób, że nazwa artes liberales wskazuje na społeczny kierunek, ku któremu zmierza oparte na nich wykształcenie – są one podstawą nauczania i programów edukacyjnych wolnych społeczeństw.
Pisarze rzymscy artes liberales przeciwstawiali niekiedy artes serviles (sztukom niewolniczym) lub artes vulgares (sztukom pospolitym). Te poglądy mają swoje źródło w kulturze greckiej, gdzie sztuki wyzwolone uważano za niewymagające wysiłku fizycznego, czyli wolne od pracy mięśni. Natomiast Kasjodor uważał, że przymiotnik liberalis wskazuje na książkę, z której odczytuje się wiedzę, bowiem łacińskie liber to kora, służąca jako materiał do pisania. Używanie terminu artes liberales krytykowało wielu filozofów platońskich i neoplatońskich. Rozumieli oni artes jako propedeutykę filozofii, odpowiednią jedynie dla kształcenia dzieci. Odmawiali sztukom wyzwolonym kwalifikacji „wolnościowej”, ponieważ uważali, że przysługuje ona jedynie samej filozofii. Dlatego niektórzy starożytni pisarze stosowali termin artes pueriles, czyli sztuki chłopięce.
Łacińskie ars wywodzi się z greckiego απο της ’αρετης, oznaczającego dobrą znajomość jakiegoś przedmiotu. Sztuki wyzwolone Grecy określali również encyklicznymi (εγκυκλος, tworzącymi krąg), czyli zwyczajnymi, gdyż ich opanowanie miało zapewniać podstawową wiedzę. Ars nie występuje w terminie artes liberales w znaczeniu sztuki, tak jak jest ona rozumiana w czasach nowożytnych. Oznacza przedmiot nauczania, dyscyplinę wiedzy. W starożytnych rozważaniach etymologicznych łączono rzeczownik ars z przymiotnikiem artus (ścisły), gdyż artes miały zamykać wiedzę w ścisłych regułach. Późniejsza zmiana znaczenia pojęcia sztuka wiązana jest z dążeniami XV-wiecznych włoskich malarzy i rzeźbiarzy, którzy nie chcieli być dłużej uważani za rzemieślników (mechanici), ale osoby wykształcone w artes. W roku 1677 przed hiszpańskim sądem stanęli malarze, którzy nie chcieli płacić podatków od działalności rzemieślniczej, lecz żądali niższych, które przysługiwały osobom wykonującym zawody związane z artes liberales. Sąd zwrócił się o opinię do rzeczoznawcy, na którego wyznaczono Calderona. Jego wydana drukiem opinia, Traktat o obronie szlachetności malarstwa, głosiła, że artes mechanicae są także sztukami wyzwolonymi, co utrwaliło się w późniejszej tradycji europejskiej.
Łacińskie artes liberales zostały przetłumaczone na język polski – jako sztuki wyzwolone – już w średniowieczu i to tłumaczenie jest nadal tradycyjnie używane w badaniach naukowych.

## Historia

### Starożytność

#### Starożytna Grecja
Według źródeł sprzed IV wieku przed Chrystusem, greckich chłopców nauczano gimnastyki i gry na instrumentach muzycznych. Autorzy starożytni twierdzili, że twórcą systemu sztuk wyzwolonych był sofista Hippiasz, który żył współcześnie z Sokratesem. Dodał on do ćwiczeń gimnastycznych oraz muzycznych naukę gramatyki. Po grecku system ten nazwano ἐγκύκλιος παιδεία, co oznaczało zwyczajne wykształcenie. Edukacja gramatyczna opierała się w nim na lekturze i analizie utworów literackich, przede wszystkim dzieł Homera. Grecy nie posiadali ksiąg świętych ani odrębnej warstwy kapłańskiej. Tradycyjne wykształcenie związane było – w ich pojęciu – z literaturą. Literatura, jako podstawowy przedmiot nauczania stała się trwałym elementem artes. W Rzymie Homera zastąpiono Wergiliuszem, w średniowieczu podczas nauki czytano dzieła klasycznych auctores.
Przeciwnikiem oparcia podstawowego wykształcenia na literaturze był Platon. Jego zdaniem narzędziem edukacji dzieci i młodzieży powinny być wyłącznie dzieła naukowe, a nie literatura. Platon nie tylko zwalczał czytanie poetów i prozaików, ale odrzucał cały model zwyczajnego wykształcenia. Uważał, że literatura deprawuje uczniów.
Współczesny Platonowi Izokrates włączył się do sporu między zwolennikami kształcenia naukowego a zwolennikami kształcenia literackiego, uznając wagę obu tych dziedzin edukacji. Uporządkował je hierarchicznie – studia literackie miały być w jego koncepcji przygotowaniem do studiów naukowych. Pomimo tego, że niektórzy późniejsi autorzy starożytni zgłaszali zastrzeżenia do koncepcji Izokratesa, została ona powszechnie przyjęta i obowiązywała do końca starożytności oraz w średniowieczu.
Koncepcja Platona nie została odrzucona całkowicie. Zgodnie z postulatem Izokratesa, nie włączono czytania dzieł naukowych do zwyczajnego wykształcenia. Uznano jednak, że obok literatury niezbędne w edukacji jest nauczanie podstaw arytmetyki. Sam Hippiasz był, między innymi, matematykiem i odkrywcą krzywej zwanej kwadratrysą. Zdaniem pisarzy starożytnych, to właśnie Hippiasz zmienił tradycyjne ćwiczenia muzyczne w kurs elementarnej arytmetyki. Traktował on bowiem muzykę jako dział matematyki omawiający relacje między dźwiękami.
Na podstawie koncepcji edukacji literackiej i matematycznej, w IV wieku, ukształtował się klasyczny model podstawowego wykształcenia. Jest on tradycyjnie przypisywany Hippiaszowi, chociaż poza wzmiankami u pisarzy starożytnych, nie ma na taką tezę przekonujących dowodów. Model ten okazał się trwały. Jego fundamentalne założenie, zgodnie z którym edukacja powinna być oparta na kursie literatury i matematyki, jest nadal stosowane w nowożytnym, europejskim szkolnictwie.
Późniejsi autorzy greccy twierdzili, że twórcą podziału edukacji na siedem dyscyplin był Arystoteles. Nie ma jednak dowodu potwierdzającego tę tezę. W Polityce Arystoteles wspomniał jedynie o modelu, zgodnie z którym podstawowa edukacja składała się z gramatyki, gimnastyki i muzyki. Dodawanie kolejnych przedmiotów do podstawowej edukacji było najprawdopodobniej dziełem różnych szkół filozoficznych i sofistycznych. Zachował się spis dyscyplin studiowanych w jednej ze szkół sofistycznych w III wieku przed Chrystusem. Były to gimnastyka, gramatyka, muzyka, rysunek, arytmetyka i geometria. Filon z Aleksandrii w swoich dziełach, pisanych na przełomie er, wymienił sztuki, których uczono w jego mieście – gramatykę, retorykę, dialektykę, muzykę, arytmetykę i geometrię. Na tej podstawie uważa się, że w okresie hellenistycznym zaprzestano ćwiczenia gimnastyki w szkołach. Teoretycy artes krytykowali przykładanie wagi w edukacji do gimnastyki czy zawodów sportowych, gdyż uważali je za dyscypliny nietwórcze. Na przykład Seneka zauważył, że obdarza się zaszczytami państwowymi zawodników igrzysk, lecz nie tych, którzy tworzą dzieła sztuk, chociaż wartość tych drugich dla społeczeństwa jest nieporównywalnie większa.
Najstarszy znany zapis wymieniający siedem sztuk wyzwolonych odnaleziono w dziele Sztuka gramatyki Dionizego Traka, napisanym na przełomie II i I wieku przed Chrystusem. Dionizy wyliczył trzy szkolne przedmioty literackie (gramatykę, retorykę i dialektykę) oraz cztery przedmioty matematyczne (geometrię, arytmetykę, astronomię i muzykę).

#### Starożytny Rzym
Po drugiej wojnie punickiej, na przełomie III i II wieku przed Chrystusem, rozpoczął się proces wprowadzania w Rzymie greckiego modelu edukacji. W II wieku rzymska młodzież była nauczana w języku greckim przez pedagogów przybywających do Rzymu z południowej Italii, Grecji i Azji Mniejszej. W tym okresie stopniowo tłumaczono literaturę i podręczniki greckie na łacinę. W I wieku przechodzono w szkołach na język ojczysty a nauczycielami byli już często rodowici Rzymianie. Horacy wspominał, że w połowie I wieku uczył się sztuk przez lekturę Iliady Homera w oryginale, natomiast Odyseję przerabiał czytając jej łaciński przekład. Nauczycielem Horacego był nie Grek, ale „chętny do bicia” Lucjusz Orbiliusz Pupillus – ekwita rodem z Benewentu.
Najstarszym znanym, łacińskim podręcznikiem sztuk, było dzieło Marka Warrona Disciplinarum libri novem, napisane około połowy I wieku przed Chrystusem, współcześnie zaginione. Celem, jaki postawił przed sobą Warron, było zbudowanie rzymskiego systemu szkolnego, wzorowanego na greckim, w którym literaturę grecką – jako podstawę edukacji – zastąpiłaby literatura łacińska. Każda z dziewięciu ksiąg dzieła poświęcona była jednemu z przedmiotów nauczania. Warron dołączył do greckich siedmiu sztuk dwie nowe – architekturę oraz medycynę – i poświęcił im osobne księgi. Innowacja ta nie przyjęła się, ale jeszcze Cyceron i Seneka uważali, że liczba siedmiu dyscyplin nie jest zamknięta i proponowali jej rozszerzenie.
Ostateczna latynizacja sztuk była dziełem Kwintyliana, któremu cesarz Wespazjan zlecił około roku 75 odnowienie – po okresie upadku za Nerona – rzymskiego szkolnictwa. Kwintylian oparł program nauczania na dziełach Cycerona i Wergiliusza. Ich prace miały się stać – w koncepcji Kwintyliana – źródłem wiedzy dla uczniów. W swoim dziele pedagogicznym, Kształceniu mówcy, położył nacisk na gramatykę, retorykę i dialektykę, natomiast marginalnie potraktował geometrię, arytmetykę i astronomię, o muzyce zaledwie wspominał. To ukształtowało specyfikę rzymskich artes okresu cesarstwa, w których przedmioty matematyczne uważane były za drugorzędne. Praktyczni Rzymianie uważali, że przydatne w życiu obywatela są gramatyka i retoryka, natomiast matematyka, jako nauka teoretyczna, została zredukowana do podstawowych obliczeń arytmetycznych. W następnych wiekach, w łacińskich szkołach, poezja Wergiliusza czy mowy Cycerona były uznawane za źródło wiedzy na każdy temat, nawet astronomii czy geometrii. Kurs siedmiu sztuk zwano po łacinie curriculum.
W III wieku rozpoczął się kryzys rzymskiego szkolnictwa. Model ukształtowany przez Kwintyliana podporządkowywano bieżącym potrzebom politycznym i społecznym. Kryzys dotyczył szczególnie Italii. Wiele szkół w Galii, Hiszpanii czy Afryce jeszcze w IV wieku zachowywało wysoki poziom kształcenia. W najlepszych szkołach tych prowincji nadal nauczano wszystkich siedmiu sztuk, podczas gdy w samym Rzymie często ograniczano kształcenie do podstawowej wiedzy gramatycznej. Język, którym posługiwano się w połowie IV wieku, był już tak odległy od łaciny Wergiliusza i Cycerona, że zaczęto objaśniać dzieła tych pisarzy za pomocą podręczników gramatycznych, z których do powszechnego użycia weszły Ars minor i Ars maior Donata. Pozwoliło to nauczać w klasycznej łacinie, gdy język ten zaczął ulegać daleko idącym zmianom.
Reforma rzymskiego systemu edukacji wyszła, w początkach V wieku, ze szkół prowincjonalnych. Opierała się na powrocie do równowagi siedmiu sztuk w ujęciu greckim. Dziełem programowym tej reformy było O zaślubinach Filologii z Merkurym Marcjana Kapelli. Kapella był Afrykaninem, niechrześcijaninem, który tworzył pomiędzy rokiem 410 a 439. Jego dzieło było jednym z najpopularniejszych utworów literackich późnej starożytności i wywarło wielki wpływ na późniejszą kulturę europejską. Miało formę długiego romansu, w którym autor przeplatał prozę z poezją. Składało się z dziewięciu ksiąg. Romans rozpoczyna się od opisów podbojów miłosnych Merkurego. Znużony kawalerskim życiem Merkury prosi o radę Apollina. Apollo nakłania Merkurego do ożenku z Filologią, która może utemperować jego charakter, gdyż jest śmiertelniczką nie tylko olśniewającej urody, ale i wielkiej mądrości. Zgromadzenie bogów na Parnasie zgadza się na ślub i postanawia uczynić Filologię boginią. Dziewczyna zostaje porwana i uniesiona w lektyce do nieba, gdzie jako prezent ślubny otrzymuje od Junony Siedem Sztuk Wyzwolonych. To siedem kobiet, które miały odtąd służyć nowej bogini. Zostały one szczegółowo opisane. Na przykład Gramatyka to posługująca się magią staruszka, potomkini Ozyrysa; natomiast Retoryka to piękna, młoda kobieta z bronią w rękach, umiejętnie rażąca wrogów. W akcję romansu, a zwłaszcza w opis poszczególnych Sztuk, Marcjan wplótł wykład szkolny, kończąc go na nocy poślubnej młodej pary, gdy po wielu perypetiach, młodzi zakochali się już w sobie.
Wśród badaczy tej problematyki trwa dyskusja na temat źródeł, na których oparł Kapella swój kurs siedmiu sztuk. Pominął Kwintyliana, prawdopodobnym punktem wyjścia było dla niego zaginione dzieło Warrona. Uzupełnił je o wiele informacji wziętych z dzieł pisarzy greckich. Na przykład kurs geometrii oparł na Elementach Euklidesa, stosując terminologię wcześniej nieużywaną w literaturze łacińskiej. Terminologia ta była jego autorstwa lub pochodziła z nieznanego współcześnie przekładu i stała się podstawą późniejszej, nowożytnej terminologii matematycznej. W astronomii jako pierwszy pisarz łaciński wykazał, że Merkury i Wenus krążą wokół Słońca, a nie Ziemi, przekazując podstawy teorii heliocentrycznej, którą poznał zapewne z dzieł astronomów aleksandryjskich. Obok dzieła Kapelli, w V wieku, powstawało wiele innych prac reformujących sztuki w tym duchu. Inny Afrykanin, Augustyn z Hippony, przygotowując się do chrztu napisał podręcznik przystosowujący podstawowy kurs do wymogów chrześcijaństwa. Zachowało się z niego De grammatica i fragmenty De musica, reszta zaginęła. Kolejny Afrykanin, Pryscjan, zbiegł przed Wandalami do Konstantynopola, gdzie kierował szkołą łacińską i napisał szereg podręczników, przede wszystkim Institutiones grammaticae.
Kapella był pierwszym autorem łacińskim, który rozdzielił wyraźnie trzy sztuki literackie od czterech sztuk matematycznych, kładąc nacisk na te ostatnie, chociaż nie stosował jeszcze późniejszej terminologii podziału na trivium i quadrivium. Przedmioty literackie nazywał kursem podstawowym, przygotowującym do zdobycia wyższej wiedzy, matematyczno–fizycznej. Jego dzieło, a także prace innych reformatorów, były używane w szkolnictwie V wieku w Afryce, Italii, Galii i Hiszpanii. Zachowało się ponad dwadzieścia rękopisów O zaślubinach powstałych w tym okresie.

### Średniowiecze

#### Wczesne średniowiecze
W średniowiecznej Europie sztuki wyzwolone stały się podstawowym modelem edukacji. Nazwę septem artes liberales jako pierwszy – w znaczeniu systemu szkolnego – użył Kasjodor w De artibus ac disciplinis liberalium litterarum, pracy która była uzupełnieniem jego wcześniejszych De Institutiones, przywołując tekst z Księgi Przysłów (9,1): Mądrość zbudowała sobie dom i wyciosała siedem kolumn.
W ówczesnej teorii pedagogiki występowały dwie koncepcje artes: patrystyczna i świecko–szkolna. W koncepcji patrystycznej, wywodzącej się od Hieronima ze Strydonu i Augustyna z Hippony, erudycja wyniesiona ze szkoły była podstawą dla zrozumienia Biblii, czytania literatury kościelnej czy np. układania kalendarza. Kasjodor twierdził, że nasiona artes leżały już u początków czasu w Piśmie Świętym i stamtąd przejęli je greccy uczeni. W koncepcji świecko–szkolnej, wywodzącej się od Marcjana Kappelli i Boecjusza, która nie była jednolita i rozwijała się równolegle do patrystycznej, sztuki wynalazł Jowisz (Gotfryd z Viterbo), Egipcjanie (Bernard Silvestris) czy Chaldejczycy (Neckam). Jan z Salisbury upatrywał źródła artes w Naturze. Szkoły prowadzone według tej koncepcji kontynuowały starożytny, świecki charakter nauczania. Podczas edukacji w koncepcji patrystycznej akcent kładziono na nauczanie trivium, natomiast w koncepcji świecko–szkolnej na nauczanie quadrivium. W koncepcji patrystycznej, za Kasjadorem, sztuki wyzwolone traktowano jako przygotowanie do studiów teologii, podczas gdy w koncepcji świecko–szkolnej, za Boecjuszem, przygotowywano do studiów filozofii.
Sztywny podział na kurs podstawowy, obejmujący przedmioty literackie, oraz kurs wyższy, obejmujący przedmioty matematyczne – wzorowany na modelu Marcjana Kapelli – uwypuklił Boecjusz. Wprowadził on terminy trivium (dla trzech sztuk literackich) oraz quadruvium (dla czterech sztuk matematycznych). Quadruvium zmieniło się w następnych wiekach w quadrivium, taką nomenklaturę zastosował Izydor z Sewilli, po nim Alkuin czy Hraban Maur. Termin trivium upowszechnił się w IX wieku. Boecjusz wyjaśnił w swoim komentarzu do De interpretatione Arystotelesa, że quadruvium, czyli poczwórna mądrość, obejmuje badanie natury – jest drogą do mądrości, a kto jej nie zna, nie może twierdzić, że kocha mądrość. Pozostałe trzy dyscypliny, potrójna mądrość, są przygotowaniem do właściwego zdobywania wiedzy.
Podstawą średniowiecznego kształcenia artes były podręczniki Marcjana Kapelli, Boecjusza, Kasjodora i Izydora z Sewilli. Boecjusz napisał traktaty poświęcone każdemu przedmiotowi quadrivium. Oparł je na greckich podręcznikach, współcześnie zaginionych. Kasjodor napisał o Boecjuszu: dzięki niemu przemówili w języku łacińskim muzyk Pitagoras, astronom Ptolemeusz, arytmetyk Nikomach, geometra Euklides, teolog Platon, logik Arystoteles, mechanik Archimedes. Kasjodor i Izydor stworzyli dzieła poświęcone wszystkim siedmiu sztukom, opierając się autorach łacińskich, głównie Cyceronie, Kwintylianie i Augustynie z Hippony. W ramach kursu literatury czytano dzieła autorów klasycznych (auctores). Około roku 975, w szkole do której uczęszczał Walter ze Spiry, podczas przerabiania programu czytano Wergiliusza, Homera (w łacińskim streszczeniu), Marcjana Kapellę, Horacego, Persjusza, Boecjusza, Juwenala, Stacjusza, Lukana i Terencjusza.

#### Późne średniowiecze

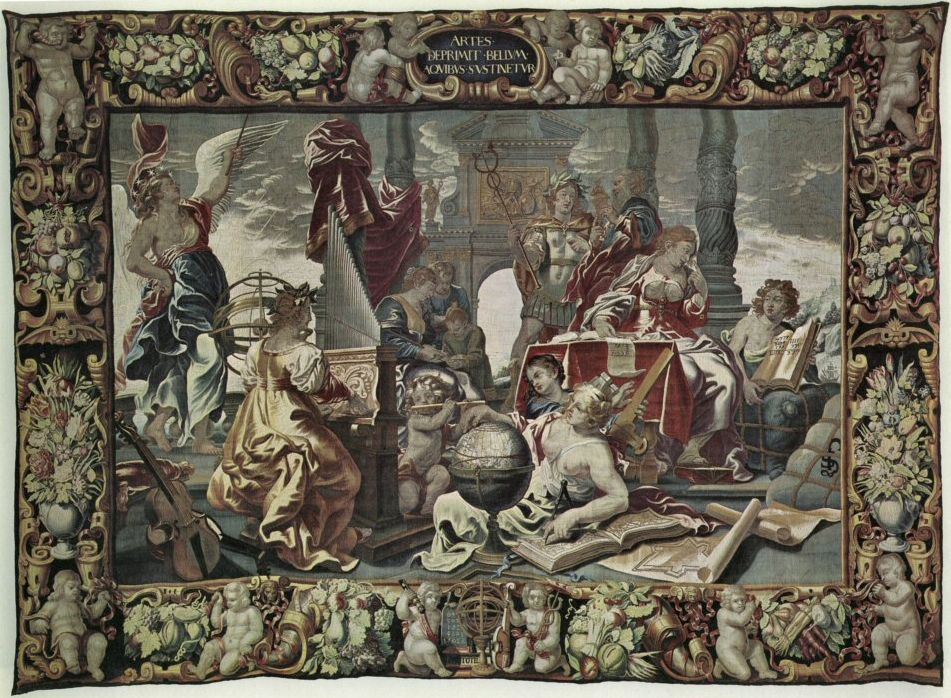
Siedem sztuk wyzwolonych, gobelin, ok. 1675

Od końca XI wieku europejskim centrum szkolnictwa stała się Francja. Rosnący napływ uczniów do szkół paryskich stworzył potrzeby, z których wyrósł tamtejszy uniwersytet. W XIII wieku w paryskim studium generale położono nacisk na nauczanie filozofii oraz teologii. Siedem sztuk zaczęto traktować jako wprowadzenie do właściwej nauki. Próbowano ich kosztem znaleźć miejsce w programie szkolnym np. dla nauk przyrodniczych, które wówczas wprowadzono do programu studiów. Chociaż paryski model nauczania uniwersyteckiego stopniowo przyjmował się w wielu miejscach Europy, część szkół wyższych – na przykład uczelnie w Chartres czy Oksfordzie – pozostała przy tradycyjnie rozumianych artes liberales. Teodoryk z Chartres uważał, że całe niezbędne wykształcenie można zawrzeć w sztukach wyzwolonych.
Prymat artes liberales w systemie nauczania podważył Tomasz z Akwinu, który uważał je za nieodpowiednie przygotowanie do studiów. Podobne stanowisko przyjęła większość tomistów. Wielu francuskich pisarzy z XV i XVI wieku krytykowało artes. François Rabelais kpił z systemu nauczania, w którym ani jedna godzina dnia nie upływa bez wykładów, czytania lub ćwiczeń – kiedy Pantagruel kończy posiłek, dyskutuje nad właściwościami pokarmów na podstawie dzieł Pliniusza, Arystotelesa, czy Polibiusza; kiedy spaceruje, rozprawia o roślinach cytując Teofrasta lub Nikandra. W obronie artes stanęło wielu uczonych i pisarzy spoza Francji. Wartości sztuk bronił Dante w Boskiej Komedii. Anglik Jan z Garlandii, który studiował wpierw w Oksfordzie, a potem w Paryżu, twierdził, że szkoły francuskie mają niski poziom nauczania, bo zaniedbują tradycyjne metody, zwłaszcza lekceważy się w nich czytanie literatury.

#### W Polsce
Najstarsze polskie szkoły sztuk wyzwolonych powstawały przy katedrach biskupich. Istnienie krakowskiej szkoły katedralnej poświadczone jest dla połowy XII wieku, gdy scholastykiem był bliżej nieznany Amileusz, prawdopodobnie pochodzący z Italii. Program nauczania obejmował trivium i podstawy quadrivium. Młody Wincenty Kadłubek w ramach trivium uczył się języka łacińskiego, retoryki oraz dialektyki – kształcił się m.in. w sztuce pisania listów oraz dokumentów. Podczas kursu quadrivium nauczano w ówczesnej szkole krakowskiej układania kalendarza, wykładano fundamentalne zasady prawne, a także podstawy geometrii i muzyki. Zasady arytmetyki poznał Kadłubek – jak wspominał później – na podstawie tak zwanej tabliczki Pitagorasa, która pozwalała na obliczanie wyników czterech podstawowych działań. Od XIV wieku na Akademii Krakowskiej, obok wydziałów prawa i medycyny, kontynuowano nauczanie na fakultecie sztuk wyzwolonych. Były to studia przygotowujące do dalszego kształcenia, na które absolwenci najczęściej wyjeżdżali na uczelnie zagraniczne.

### Nowożytność

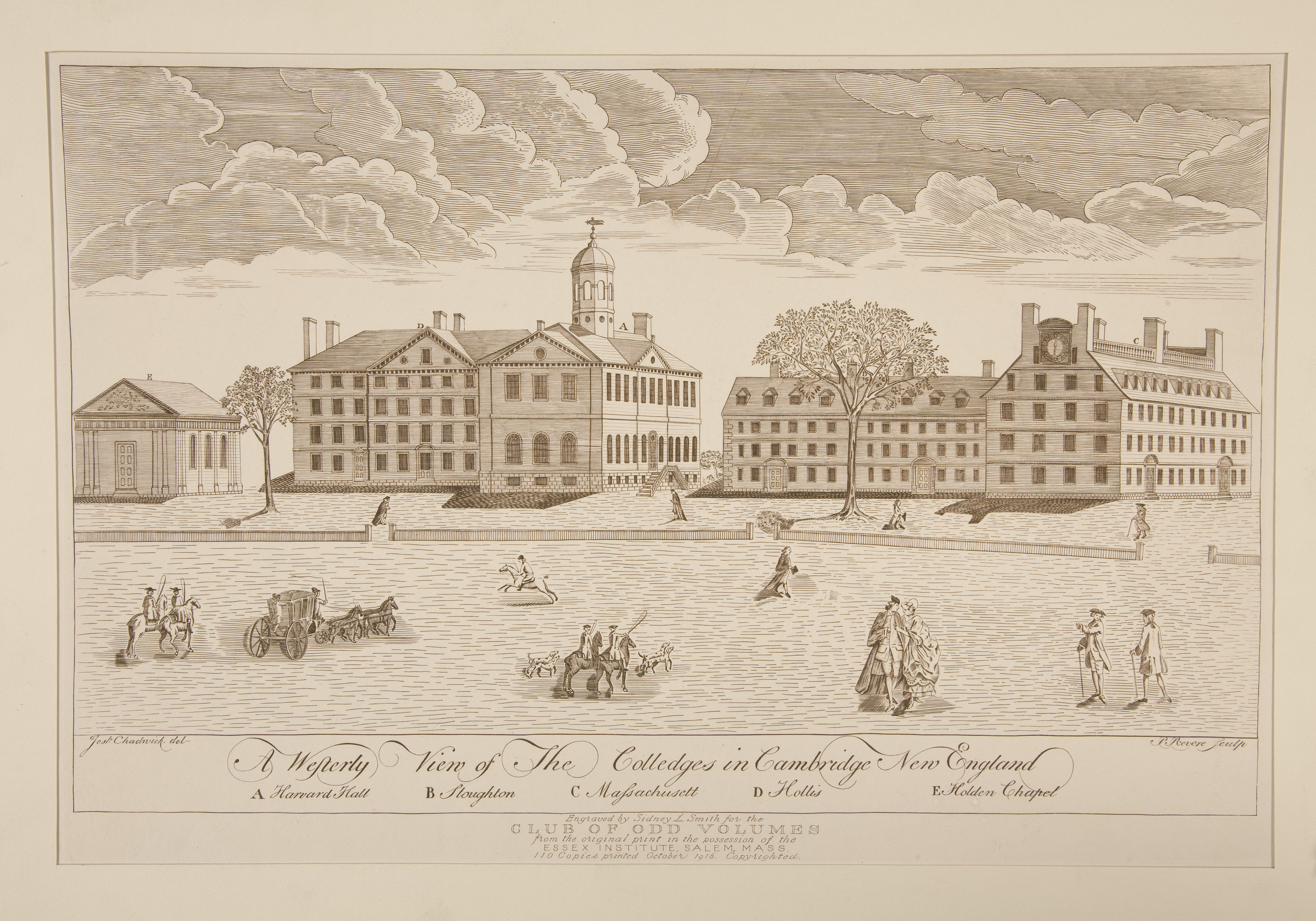
Budynki pierwszej szkoły artes liberales w Ameryce, Harvard College w Cambridge (Massachusetts). Grafika Paula Revere z 1767 roku

Sztuki wyzwolone w czasach nowożytnych stały się wzorcem swobody intelektualnej podczas zdobywania wiedzy, a także skutecznego kształcenia tradycyjnych cnót intelektualnych. Wpływ na taki ich wizerunek miały idee humanistyczne, liberalne i oświeceniowe oraz odmienna ścieżka rozwoju szkolnictwa amerykańskiego, gdzie artes liberales przybrały nową formę. Erazm z Rotterdamu stwierdził: Studium nauk wyzwolonych, oczywiście skromne i właściwe, przysparza prawdzie godnej umiłowania wielbicieli bardziej zagorzałych, bardziej wytrwałych i stałych, tak że z jeszcze większym zapałem do niej dążą, z jeszcze większą uporczywością jej szukają, a na koniec znajdują jeszcze większą słodycz w wytrwaniu przy niej.
Od XVII wieku sztuki były krytykowane za skostniały, mało twórczy, oderwany od rozwijającej się rzeczywistości, a przede wszystkim anachroniczny w świetle nowożytnego empiryzmu, model kształcenia. Między XVII a XIX wiekiem stopniowo rezygnowano w krajach europejskich z tego modelu edukacji, zastępując go nowożytnymi systemami. We Francji nauczanie sztuk przetrwało do rewolucji. Poszczególne przedmioty zostały rozparcelowane i znalazły się w programach nauczania innych dziedzin wiedzy pod różnymi nazwami – sztuk pięknych, techniki, czy nauk przyrodniczych. Jednak gdy w Europie zaczęto odchodzić od sztuk wyzwolonych, w brytyjskich koloniach północnoamerykańskich zaczęto zakładać w XVII wieku liberal arts colleges, nawiązujące do modelu nauczania starożytnego i średniowiecznego.
Pierwszą instytucją artes liberales w Ameryce była szkoła, z której rozwinął się Uniwersytet Harvarda. John Harvard ukończył fakultet sztuk wyzwolonych na Uniwersytecie w Cambridge, zanim wyemigrował do Nowej Anglii, gdzie w tamtejszym Cambridge założono college, który miał być później zwany jako Harvard College. W 2016 roku 239 amerykańskich szkół zostało sklasyfikowanych jako „Liberal Arts”. W rankingu za ten sam rok najwyższe pozycje zajęły Berea College (założony w 1855 roku), Harvey Mudd College (założony w 1955 roku), Amherst College (założony w 1821 roku), Williams College (założony w 1793 roku) i Haverford College (założony w 1833 roku). W modelu amerykańskim podczas kursu artes stosuje się nauki humanistyczne i matematyczno–przyrodnicze w sposób interdyscyplinarny. W Williams College na początku XXI wieku nauczano trzech przedmiotów: „Languages and the Arts”, „Social Studies” i „Science and Mathematics”. Model ten połączył studia klasyczne z nowożytną nauką, np. łacinę z nowoczesną lingwistyką. Na liberal arts colleges uczy się relatywnie niewielka liczba osób, objętych system opieki naukowej (tutoring). Tutor nadzoruje postęp ucznia, inspiruje do dalszego rozwoju intelektualnego poprzez konsultacje, eseje i udział w wydarzeniach naukowych. System ten wzorowano na starożytnej i średniowiecznej relacji mistrz–uczeń. Tak rozumiane sztuki dają wykształcenie ogólne, przygotowujące do podjęcia studiów specjalistycznych w dowolnej dziedzinie wiedzy.
Próby odbudowy artes liberales w Polsce – których ostatnie instytucje rozwiązano podczas zaborów – rozpoczęły się na przełomie XX i XXI wieku, gdy powstały Międzywydziałowe Indywidualne Studia Humanistyczne – w 1993 roku na Uniwersytecie Warszawskim, w 2000 roku na Uniwersytecie Jagiellońskim, w 2002 roku na Uniwersytecie im. Adama Mickiewicza. Formułę tę rozszerzono wraz z powstaniem Akademii „Artes Liberales” w 1999 roku. Założycielami Akademii było pięć uniwersytetów – Uniwersytet Warszawski, Jagielloński, Wrocławski, Katolicki Uniwersytet Lubelski oraz Uniwersytet im. Adama Mickiewicza. W roku 2000 do programu dołączyły Uniwersytet Mikołaja Kopernika oraz Uniwersytet Śląski, a w 2003 Uniwersytet Marie Curie-Skłodowskiej. Na tradycję sztuk wyzwolonych – starożytnych, średniowiecznych i amerykańskich – powołuje się Wydział „Artes Liberales” na Uniwersytecie Warszawskim, powstały w 2012 roku. W 2016 roku kształciło się na nim 170 studentów i 90 doktorantów a pracowało 40 osób.
Model amerykański oraz próby wprowadzenia tego modelu w Europie, wiążą się z dążeniem do ocalenia tradycyjnie rozumianego wykształcenia – opartego interdycyplinarnie na naukach humanistycznych i matematycznych – poprzez powiązanie systemu edukacji z dziedzictwem siedmiu artes. Naukowcy postulujący przywrócenie sztuk wyzwolonych jako systemu uniwersalnej i podstawowej edukacji, są zazwyczaj zwolennikami nurtu w teorii pedagogiki zwanego perenializmem, zgodnie z którym podstawowe, sprawdzone modele edukacyjne powinny być uniwersalne i niezmienne, ponieważ niezmienna jest natura ludzka. Uważają oni powrót do artes liberales za realny środek zaradczy na upadający poziom, ciągle reformowanej, nowożytnej edukacji.

## Zasady pedagogiczne sztuk wyzwolonych
Teoretycy artes liberales posługiwali się arystotelesowskim podziałem nauk na teoretyczne, praktyczne i pojetyczne. Artes uważano za nauki pojetyczne, czyli wytwórcze. Celem kształcenia w każdej ze sztuk było opanowanie umiejętności tworzenia nowych bytów – dzieł ludzkiego rozumu, które uzupełniały naturę lub naśladowały ją. Byt taki nazywano wytworem sztuk, czyli artefaktem (artificium). Sztuki nie były więc systemem edukacji teoretycznej lub praktycznej, ale systemem edukacji twórczej.
Wiedzy i umiejętności niezbędnych dla tworzenia dzieł ludzkiego rozumu uczono pod kierunkiem nauczyciela, nazywanego mistrzem (magister) lub scholastykiem (scholasticus). Mistrz przyjmował ucznia po sprawdzaniu jego uzdolnień (physis) – sztuki wymagały odpowiednich możliwości intelektualnych u kandydata, zwanych naturalną dyspozycją (ingenio). Mistrz nauczał każdego w sposób zindywidualizowany (curriculum), chociaż większość zajęć prowadził dla całej, niewielkiej grupy swoich uczniów (schola).
Za właściwie nauczaną sztukę uważano celowe działanie, w ramach którego uczeń postępował zgodnie z podręcznikowymi regułami (praecepta) podanymi przez mistrza. Działanie błędne, podczas którego nie postępowano według reguł, zwano licentia. Tego typu działanie mogło doprowadzić do celu jedynie przez przypadek, chociaż dopuszczano je – w pewnych okolicznościach – przy tworzeniu dzieła poetyckiego. Uczeń wytwarzał swoje szkolne dzieło (opus) uzupełniając naturę (scientia) lub naśladując naturę (imitatio) poprzez naukę (disciplina) sposobu działania (regula). Po opanowaniu materiału wszystkich sztuk i wykształceniu odpowiednich umiejętności (usus), absolwent (artifex) zdobywał facultas, czyli stałą dyspozycję – możliwość tworzenia dzieł ludzkiego rozumu zawsze i w dowolnych okolicznościach.
Porządek nauczania (cursus) przedstawiono w średniowiecznym wierszu mnemotechnicznym, zmieniając kolejność sztuk dla zachowania metrum.
Gram. loquitur; Dia. vera docet; Rhe. verba ministrat;

Mus. canit; Ar. numerat; Geo. ponderat; as. colit astra.
Gramatyka mówi, dialektyka uczy prawdy; retoryka stosuje słowa:

Muzyka śpiewa, arytmetyka liczy, geometria waży, astronomia czci gwiazdy.

## Kurs sztuk wyzwolonych

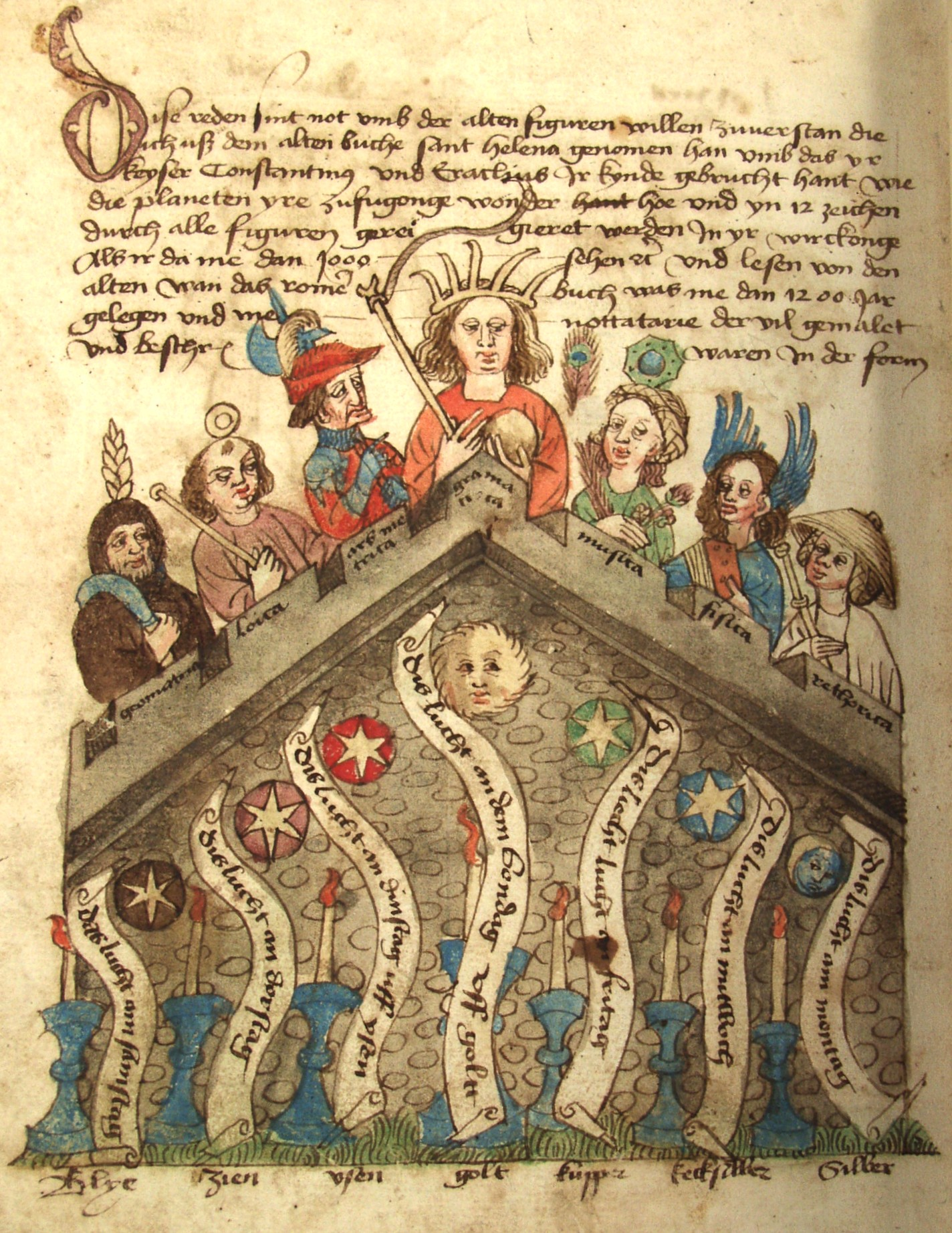
Siedem sztuk wyzwolonych i odpowiadające im planety (Tübinger Hausbuch, XV w.)

### Trivium

#### Gramatyka
Gramatyka (grammatica) była fundamentem sztuk trywialnych oraz pozostałych artes. Jej celem było wykształcenie biegłości w posługiwaniu się uniwersalnym językiem literackim, który był językiem nauki, państwa i religii. Dante określił ją jako la prima arte – pierwszą ze sztuk. Nazwa wywodziła się od greckiego γράμμα, oznaczającego pismo. Rzymianie używali niekiedy – jako łacińskiego przekładu z greki – terminu litteratura, wyprowadzonego od słowa littera. Oba terminy, grecki i łaciński, nie dotyczyły w sztukach wyzwolonych gramatyki i literatury w znaczeniu nowożytnym. Określenie litteratus (literat) oznaczało człowieka biegłego w sztuce gramatyki.
Dla Dionizego Traka gramatyka to wiedza wyprowadzona z dzieł poetów, wyjaśniająca w jaki sposób należy posługiwać się językiem. Diomedes definiował gramatykę jako racjonalny sposób posługiwania się językiem w mowie i piśmie na podstawie reguł pozostawionych w dziełach dawnych pisarzy. Kasjodor twierdził, że celem gramatyki jest zdobycie doświadczenia w pięknym mówieniu na podstawie dzieł najznamienitszych poetów. Izydor z Sewilli definiował gramatykę jako sztukę pięknego mówienia. Zdaniem Hrabana Maura gramatyka to sztuka interpretacji poetów, a także poprawnego pisania i mówienia. W XIII wieku Roger Bacon zauważył, że każdy język rodził problemy właściwe dla niego oraz dzielił część tych problemów z innymi językami. Drugi rodzaj problemów mógł być badany w sposób naukowy, ze względu na ich ogólność. Od czasów Bacona stopniowo kształtowała się gramatyka spekulatywna, która miała za przedmiot właściwe intelektowi sposoby signifikacji mowy. Nie była ona jednak częścią sztuk, ale stała się odrębną dziedziną wiedzy.
W starożytnych Grecji i Rzymie gramatyka zawierała prawie wyłącznie studium literatury. Od III wieku, gdy język, którym mówiono, zaczął się znacznie różnić od klasycznej łaciny, kurs literatury zaczęto poprzedzać nauką poprawnego posługiwania się językiem. W średniowieczu gramatyka składała się z dwóch elementów – nauki mówienia i pisania po łacinie oraz studium literatury, połączonego z nauką płynnego czytania tekstów. O ile w starożytności kurs gramatyki trwał zazwyczaj rok lub dwa, to w średniowieczu przynajmniej trzy albo cztery lata.
Pisania i języka uczono przez zapamiętywanie wpierw liter, potem sylab, a na koniec części mowy. Od końca IV wieku kształtował się standard, stosowany później w większości szkół średniowiecznych, w ramach którego początkujący uczeń, po opanowaniu liter, musiał nauczyć się na pamięć Ars minor Donata. To krótkie dzieło przekazywało informacje na temat łacińskich części mowy w formie pytań i odpowiedzi. Podstawowego słownictwa łacińskiego nauczano poprzez podawanie analogii, synonimów czy etymologii, np. człowiek to homo, ponieważ uczyniony został z humus, czyli ziemi.
Po opanowaniu zasad pisowni i języka oraz podstawowego słownictwa, przystępowano do nauki czytania. W tym celu nie stosowano w artes specjalnych podręczników, ale dzieł poetów. Praca nad utworem poetyckim zazwyczaj składała się z czterech etapów: poprawnego technicznie przeczytania wyznaczonego fragmentu (emendatio), przeczytania ze zrozumieniem, czyli z objaśnieniem znaczenia poszczególnych słów i rozbiorem zdań (lectio), interpretacji całego fragmentu, czyli wyjaśnieniem znaczenia jego treści (enarratio) oraz krytyki tekstu, czyli oceny środków stylistycznych zastosowanych przez autora (iudicium). W napisanym około 1200 roku wierszu Stefana z Tournai, młodego ucznia w poezję wprowadza gramatyka:
Venit ad Grammatice Poesis hortatum

Ut, quem primum fecerat illa litteratum,

Hec, novem Pyeridum trahens comitatum

Prosa, rhitmo, versibus faciat ornatuum.
Na wezwanie Gramatyki przychodzi Poezja,

aby tego, kogo tamta nauczyła sztuki pisania,

ta, prowadząc ze sobą orszak dziewięciu Pieryd,

wyposażyła w umiejętność prozy, rytmu i wiersza.
Środki stylistyczne, analizowane podczas czytania poezji, zwano w gramatyce pozami (schemata), tropami (tropi) lub figurami (figurae). Ich znaczenie tłumaczono na przykładzie ludzkiego ciała, które wyprostowane posiada mało wdzięku, natomiast różne jego pozycje podnoszą wrażenia estetyczne. Figury dzielono na figury mowy (np. anafora) oraz figury myśli (np. alegoria). Nauka o środkach stylistycznych była nieco odmienna w różnych okresach i krajach, stąd nie ustalono obowiązującej terminologii – w nieco inny sposób wyliczano oraz definiowano figury w poszczególnych szkołach.
Podczas kursu gramatyki uczono także podstaw metryki. Zaliczenie kursu gramatyki najczęściej wiązało się z napisaniem przez ucznia własnego, poprawnie skonstruowanego wiersza. Stąd w literaturze starożytnej i średniowiecznej, autorzy piszący prozą często wplatali w swoje dzieła wierszowane przerywniki, wykazując się umiejętnościami nabytymi podczas nauki sztuk. Wyróżniano trzy rodzaje błędów, które popełniał uczeń piszący poezję: barbaryzmy (używanie słownictwa pochodzącego z innych języków), solecyzmy (błędy w konstrukcji zdań) oraz metaplazmy (odchylenia od normy ortograficznej lub gramatycznej).

#### Retoryka
Celem kursu retoryki (rhetorica) było wykształcenie umiejętności pisania i wygłaszania przez ucznia własnych wypowiedzi. O ile ukończenie gramatyki wiązało się ze stworzeniem dzieła poetyckiego, to retorykę zaliczano na podstawie mowy, którą uczeń wygłaszał prozą – zazwyczaj publicznie. Stąd też podstawowym elementem kursu retoryki była nauka jasnego, stosownego i ozdobnego wyrażania myśli prozą. Drugim elementem było formowanie postawy religijnej, moralnej, społecznej czy politycznej ucznia.
W większości szkół nauczano retoryki na podstawie analizy dzieł Cycerona. Uczono się na pamięć mów tego autora, aby potem w praktyce stosować jego sposób wysławiania się, argumentację czy figury retoryczne. Z jego prac czerpano sposoby umożliwiające przekonanie słuchaczy do własnych racji. Poza samymi mowami Cycerona, jako podręczników używano jego O inwencji oraz przypisywaną mu Retorykę dla Herenniusza. Podstawowym podręcznikiem w wielu szkołach było też często Kształcenie mówcy Kwintyliana, bowiem w tym dziele teoria retoryki została zebrana w spójną całość, usystematyzowania i jasno wyłożona.
Poprawnie sformułowana wypowiedź powinna składać się z pięciu części: wstępu (exordium), narracji (narratio), argumentacji (probatio), refutacji (refutatio) i zakończenia (conclusio). Uczeń układał swoją wypowiedź w tej właśnie formie. Dalej kształcono umiejętność konstruowania poprawnej wypowiedzi w trzech rodzajach – uzasadniającym (genus deliberativum), osądzającym (genus iudiciale) i oceniającym (genus demonstrativum). Wyjaśniano, że rodzaje te odpowiadają ludzkiej skłonności do radzenia lub odradzania, oskarżania lub obrony, a także chwalenia lub ganienia. Prawidłowo napisana wypowiedź uzasadniająca dotyczyła czasu przyszłego, wypowiedź osądzająca czasu przeszłego, natomiast wypowiedź oceniająca czasu teraźniejszego.
Po opanowaniu przez ucznia części i rodzajów wypowiedzi, nauczano pisania i wygłaszania wypowiedzi w trzech stylach – niskim (modus humilis), średnim (modus medius) lub wysokim (modus gravis). Wypowiedź należała do jednego z tych trzech stylów w zależności od stopnia ozdobności w zakresie słownictwa i szyku zdań, nasycenia środkami służącymi oddziaływaniu emocjonalnemu (takimi jak figury retoryczne czy metafory) oraz sposobu rytmizacji tekstu.

#### Dialektyka
Zadaniem dialektyki (dialectica) było opanowanie sztuki dyskutowania na dowolny temat. Dlatego we wstępnej części kursu wykładano zasady poprawnego rozumowania, służącego do analizy argumentów potwierdzających lub kwestionujących udowadnianą w czasie dyskusji tezę. Następnie, w formie praktycznego ćwiczenia, prowadzono debaty, podczas których jeden z uczniów starał się udowodnić dowolną tezę, a drugi ją obalić. Jako podręcznika używano najczęściej IV księgi O zaślubinach Filologii z Merkurym Marcjana Kapelli, rzadziej De topicis differentiis Boecjusza.
Podczas szkolnych debat rozstrzygano problemy zadawane przez nauczyciela. Dzielono je na moralne (Czy powinno się być posłusznym rodzicom, gdy żądają czynu sprzecznego z prawem?), teoretyczne (Czy historia jest nauczycielką życia?) oraz fizyczne (Czy świat jest wieczny?). Problemy formułowano w ten sposób, aby uczeń mógł na nie odpowiedzieć „tak” lub „nie”. Debatę rozpoczynał pytający, który na podstawie problemu wyznaczonego przez nauczyciela, formułował prostą kwestię. Odpowiadający wyraża swoje zdanie („tak” lub „nie“) – stawiał tezę, a następnie ją uzasadniał. W zależności od tego, którą alternatywę wybierał odpowiadający, pytający przyjmował zdanie przeciwne i starał się obalić tezę odpowiadającego. W tym celu, pod koniec swojej wypowiedzi, pytający zadawał odpowiadającemu kolejne pytanie, w formie wymagającej odpowiedzi „tak” lub „nie”. Zależnie od odpowiedzi, pytający kończył, udowadniając sprzeczną naturę tezy odpowiadającego.
Jeżeli odpowiadający odpowiadał „tak” na zadaną kwestię, przedstawiając uzasadnienie tezy {\displaystyle p,} to pytający miał za zadania obalić {\displaystyle p.} Aby to zrobić, musiał znaleźć tezę {\displaystyle q,} która z jednej strony jest wnioskiem wynikającym z {\displaystyle p,} ale z drugiej strony jej treść była nie do przyjęcia dla odpowiadającego. W tym przypadku odrzucenie {\displaystyle q} prowadziło do obalenia {\displaystyle p.} Jeżeli natomiast odpowiadający mówił „nie” i uzasadniał tezę ¬{\displaystyle p,} pytający musiał uzasadnić {\displaystyle p.} Aby to zrobić, musiał znaleźć twierdzenie {\displaystyle q,} które z jednej strony była niezbędną przesłanką dla {\displaystyle p,} a z drugiej którego treść odpowiadający powinien zaakceptować. W tym przypadku akceptacja {\displaystyle q} prowadziła do przyjęcia {\displaystyle p}.
Debata szkolna była ograniczona czasowo. Pytający przegrywał, gdy nie był w stanie obalić tezy w ustalonym czasie, natomiast wygrywał, gdy zdołał szybko wyprowadzić poprawne wnioski lub przesłanki z twierdzenia oponenta. Zaliczenie kursu dialektyki wiązało się zazwyczaj z wygraniem odpowiedniej liczby debat, często o charakterze publicznym.

### Quadrivium

#### Arytmetyka

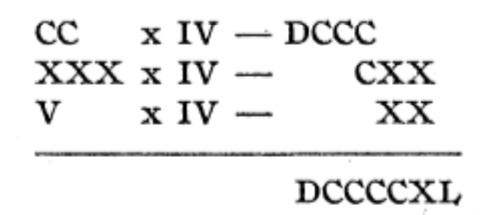
Obliczenia arytmetyczne Alkuina z pracy De cursu et saltu Lunae ac bissexto, VIII wiek. Za Patrologia Latina, ed. Jacques Paul Migne 1863, vol. CI, col. 799

Arytmetyka (arithmetic) była sztuką uczącą przeprowadzania obliczeń, stąd zwano ją też liczeniem (computus). Jej nauka składała się z dwóch elementów – arytmetyki teoretycznej i arytmetyki praktycznej. W części szkół pomijano wykłady teoretyczne, ograniczając naukę do wykształcenia u ucznia umiejętności przeprowadzenia podstawowych obliczeń. Większość szkół nauczała arytmetyki na bardzo wysokim poziomie. W VII i VIII wieku na synodach anglosaskich i frankijskich wydawano zarządzenia, w myśl których nie można było wyświęcić na kapłana osoby, która nie zaliczyła kursu arytmetyki. Dante twierdził, że arytmetyka jest najtrudniejszą, ale i najjaśniejszą ze sztuk, gdyż podobnie do Słońca oświetlającego Ziemię, daje ona światło wszystkie innym naukom – jak oczy człowieka oślepia blask Słońca, tak jego inteligencja jest zbita z tropu nieskończonością liczb.
Źródłem wiedzy matematycznej w starożytnym Rzymie i średniowieczu było dzieło Nikomacha Wstęp do arytmetyki, napisane najprawdopodobniej pod koniec I wieku, w którym podsumowane zostały ustalenia greckich uczonych. Praca Nikomacha była podstawą, na której swoje podręczniki napisali później Marcjana Kapella, Boecjusz, Kasjodor czy Izydor z Sewilli.
W przeciwieństwie do sztuk literackich, kurs arytmetyki uległ w średniowieczu daleko idącym – w stosunku do starożytności – zmianom. Doszło do dwóch zasadniczych przełomów w nauczaniu arytmetyki. W X wieku Gerbert z Aurillac wprowadził do artes udoskonalony abakus oraz nauczanie przeprowadzania dzielenia w słupkach, pozwalające na obliczenie reszty. W XIII wieku zastąpiono cyfry rzymskie cyframi arabskimi oraz wprowadzono cyfrę zero. Te zmiany powszechnie się przyjęły i zrewolucjonizowały, w późnym średniowieczu, kurs arytmetyki. Dlatego w badaniach nad sztukami wyzwolonymi wyróżnia się trzy okresy w nauczaniu arytmetyki: do X wieku, między X a XIII wiekiem oraz po XIII wieku.
Przez ponad tysiąc lat kurs arytmetyki teoretycznej oparty był na dwutomowym De institutione artithmetica Boecjusza. Znane są liczne przeróbki i skróty tej pracy, zachowały się komentarze do niej, napisane przez najwybitniejszych uczonych. Dzieło to było drukowane jeszcze w końcu XVI wieku. Było używane jako standardowy wstęp do matematyki, nawet po wprowadzeniu cyfr arabskich. Nie miało charakteru podręcznika dla początkujących, gdyż nie wyjaśniało technicznych reguł liczenia. Było zbiorem twierdzeń dotyczących klasyfikacji i właściwości liczb oraz zasad przeprowadzanie poszczególnych operacji matematycznych. Swój wykład zilustrował Boecjusz ponad stu diagramami.
Wśród podręczników objaśniających techniczne zasady przeprowadzania obliczeń, najbardziej obszernym i bardzo często używanym w różnych szkołach było De computo Hrabana Maura, napisane w pierwszej połowie IX wieku. Na przykładzie obliczania daty Wielkanocy, Hraban w 96 rozdziałach omówił między innymi grecką notację arytmetyczną, sposoby przeprowadzenia wszystkich czterech działań na liczbach całkowitych, czy różne metody zapisu tych działań za pomocą cyfr rzymskich. Same obliczenia uczeń miał przeprowadzać „w głowie”, posiłkując się odpowiednimi technikami używania palców lub abakusa. Różne sposoby liczenia oraz rozwiązywania zadań tekstowych omówił Alkuin w popularnej pracy szkolnej Propositiones ad acuendos iuvenes, napisanej dla najmłodszych adeptów sztuk.
Pierwszy przełom w nauczaniu arytmetyki związany był z działalnością Gerberta z Aurillac, który w latach 972–982 nauczał w Reims. Wśród jego dzieł charakter podręczników szkolnych miały Regulae de abaci numerorum rationibus oraz De numerorum abaci rationibus. Ze względu na prosty i użyteczny sposób wykładu, podręczniki te stosowano przez wiele stuleci. Gerbert przedstawił w nich sposoby przeprowadzania dodawania, odejmowania i mnożenia za pomocą abakusa, ulepszające starożytne metody. Zaproponowany przez Gerberta sposób wykonywania dzielenia w słupkach był nowatorski, pozwalał na obliczenie reszty. Metoda Gerberta była jednak nadal bardzo skomplikowana i w szkołach zalecano zastępowanie dzielenia przez odnalezienie odpowiedniego mnożenia.
Zmienione przez Gerberta zasady liczenia oparte były na zmodernizowanym przez niego abakusie. Klasyczny abakus oparty był na systemie dziesiętnym. Składał się z kolumn, z których każda odpowiadała kolejnym dziesiątkom. W kolumny te wkładano kamyki. Osobna kolumna służyła do odkładania kamieni. Do klasycznego abakusa dodał Gerbert linię poziomą, zwaną apices, położoną nad kolumnami. Linia ta była szczególnie użyteczna podczas wyliczania reszty z dzielenia lub działaniach na dużych liczbach. Nowy typ abakusa szybko został przyjęty w większości szkół, chociaż operacje na nim były trudniejsze, niż na abakusie klasycznym. Powszechne stosowanie ulepszonego abakusa w szkolnictwie między X a XIII wiekiem spowodowało, że okres ten zwany jest w literaturze naukowej abakusowym.
W XII wieku w szkołach europejskich toczył się ostry spór między zwolennikami arabskiego sposobu liczenia i zapisywania cyfr – zwanych algebraistami – a abacystami, zwolennikami tradycyjnych rzymskich cyfr i stosowania abakusa. Po ponad stu latach doprowadził on do drugiego przełomu w nauczaniu artes. Algebraiści wprowadzili hindusko–arabski system notacji, wartość lokalną, cyfrę zero oraz kombinowane stosowanie cyfr i liter przy rozwiązywaniu problemów arytmetycznych. Większość szkół przyjęła nowy system obliczeń w XIII wieku. Jednak do końca XVI wieku część nauczycieli odrzucała zmiany, nadal zalecając notację rzymską i stosowanie abakusa.
Najstarsze elementy nowego systemu znane są z prac Adelarda z Bath, powstałych w początkach XII wieku. Około roku 1140 Jan z Sewilli napisał podręcznik arytmetyki, który zatytułował Algorismus. Podręcznik ten był w następnych dziesięcioleciach wykorzystywany przez algebraistów w różnych szkołach europejskich przy wprowadzaniu nowego sposobu liczenia. Podobnie zatytułowany podręcznik napisał kilkadziesiąt lat później Gerard z Cremony. Rzadko czytano w szkołach, fundamentalne dla dalszego rozwoju matematyki, dzieło Fibonacciego Liber abaci z 1202 roku. Natomiast status podstawowych podręczników w następnych stuleciach uzyskały, napisane w pierwszej połowie XIII wieku, podręczniki Jordanusa Nemorariusa: Alghoritmus demonstratus (objaśniający sposób przeprowadzania obliczeń za pomocą cyfr arabskich) oraz Arithmetica demonstrata (poświęcony arytmetyce teoretycznej). Na podstawie dzieł Nemorariusa w późnym średniowieczu ustaliła się nowa terminologia szkolna, zgodnie z którą termin arytmetyka odnosił się do arytmetyki teoretycznej, zaś obliczenia zwano algorytmem.

#### Geometria

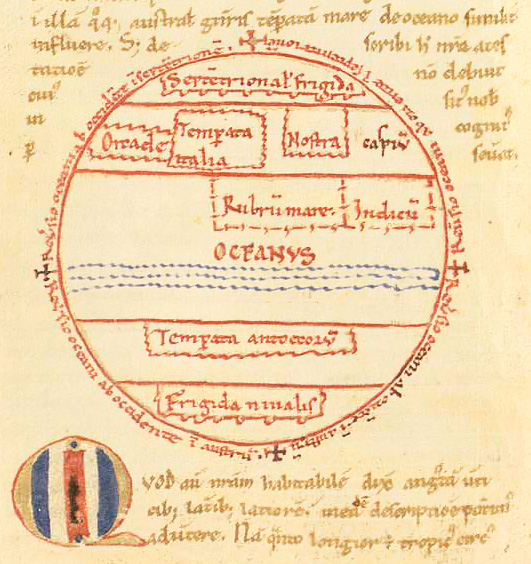
Rysunek kulistej Ziemi na podstawie Snu Scypiona. Ilustracja do komentarza Makrobiusza w rękopisie z XII wieku. Kopenhaga, Det Kongelige Bibliotek, ms. NKS 218 4°, fol. 38v.

Kurs geometrii (geometria) w ramach artes był zbliżony do późniejszego nauczania geodezji. Składał się z dwóch części – nauczania geografii oraz właściwej geometrii. W niektórych szkołach rozszerzano go, na przykład o podstawy biologii czy historii. Większość tekstu podręcznika Marcjana Kapelli zajmowały opisy krain, historycznych miejsc i związanych z nimi faktów. Dopiero w ostatnich akapitach omówione zostały definicje linii, trójkąta, kwadratu, okręgu, ostrosłupa i stożka. Natomiast w podręczniku Boecjusza proporcje były odwrotne.
Chociaż w starożytności i średniowieczu niektórzy autorzy byli przeciwnikami nauki o kulistości Ziemi, podręczniki jednoznacznie opisywały to zjawisko. Twierdzenie, że Ziemia jest kulą, znalazło się między innymi w pracach Marcjana Kapelli, Boecjusza, czy Kasjodora. Jedynie Izydor z Sewilli, w jednym z miejsc swojego dzieła, opisał ją jako okrąg. Szczegóły nauki o kulistości Ziemi opierano przede wszystkim na komentarzu Makrobiusza do Snu Scypiona Cycerona.
Na kuli ziemskiej wyróżniano pięć stref, z których dwie – arktyczna i antarktyczna – nie są zamieszkałe z powodu zimna. Między dwiema nadającymi się do zamieszkania strefami umiarkowanymi, rozciąga się strefa gorąca, nie zamieszkana wskutek żaru. Antypodzi, którzy mieszkają w południowej strefie umiarkowanej, nie maja nic wspólnego z mieszkańcami półkuli północnej. Cały znany i zamieszkały świat umieszczony został w tej koncepcji w jednej strefie – północnej umiarkowanej (temperata habitabilis). W niektórych szkołach nauczano nie o pięciu, ale siedmiu strefach, gdy strefę gorącą przedzielono rzeką zwaną Oceanem i traktowano jako trzy odrębne strefy.
Z twierdzeniem o kulistości Ziemi wiązała się nauka o grawitacji, którą nazywano najczęściej przyrodzoną skłonnością Ziemi. Wincenty z Beauvais w swoim podręczniku sztuk, napisanym w pierwszej połowie XII wieku, analizując grawitację starał się wyjaśnić, co by się zdarzyło, gdyby wywiercić dziurę na wylot przez kulę ziemską i wrzucić tam kamień. Jego zdaniem, siła grawitacji spowoduje, że kamień zatrzyma się w jądrze Ziemi. W innym średniowiecznym podręczniku wyjaśniono: Z każdej części Ziemi, gdziekolwiek mieszkają ludzie, czy to na górze, czy to na dole, zawsze się im wydaje, że chodzą bardziej prosto niż wszyscy inni. I właśnie tak, jak nam się wydaje, że są pod nami, im wydaje się, że my jesteśmy nad nimi.
Źródłem wiedzy geometrycznej w starożytnym Rzymie i średniowieczu było dzieło Euklidesa Elementy, napisane najprawdopodobniej w IV wieku przed Chrystusem. W średniowieczu znano je dzięki, opartym na redakcji Teona z Aleksandrii, podręcznikom Marcjana Kapella, Boecjusza i Kasjodora. Kurs geometrii prowadzono zazwyczaj posługując się De institutione geometrica Boecjusza. Prawdopodobnie druga księga tego dzieła, w wersji znanej współcześnie, została przeredagowana w X wieku, w czasach Gerberta z Aurillac, gdyż zawiera fragmenty, w których wyjaśniono zasady stosowania zmodernizowanego abakusa do obliczeń geometrycznych. W szkołach uczono definicji różnych figur geometrycznych oraz obliczania powierzchni trójkątów, prostokątów, wielokątów oraz okręgów. Typowym zadaniem z podręcznika Boecjusza było wykreślenie trójkąta równobocznego z linii o określonej długości i obliczenie powierzchni nowej figury.
W roku 1120 Adelard z Bath przetłumaczył z arabskiego na łacinę wszystkie księgi Elementów, w roku 1188 niezależnego tłumaczenia dokonał Gerard z Cremony, co w XIII wieku doprowadziło do przełomu w nauczaniu geometrii. W najlepszych szkołach podczas kursu stosowano Practica geometriae Fibonacciego z 1222 roku, De traingulis Jordanusa Nemorariusa z około 1237 roku czy De geometria speculativa Thomasa Bradwardine z około 1327 roku. Podręczniki te wprowadziły do artes między innymi układ współrzędnych czy naukę o perspektywie.

#### Astronomia

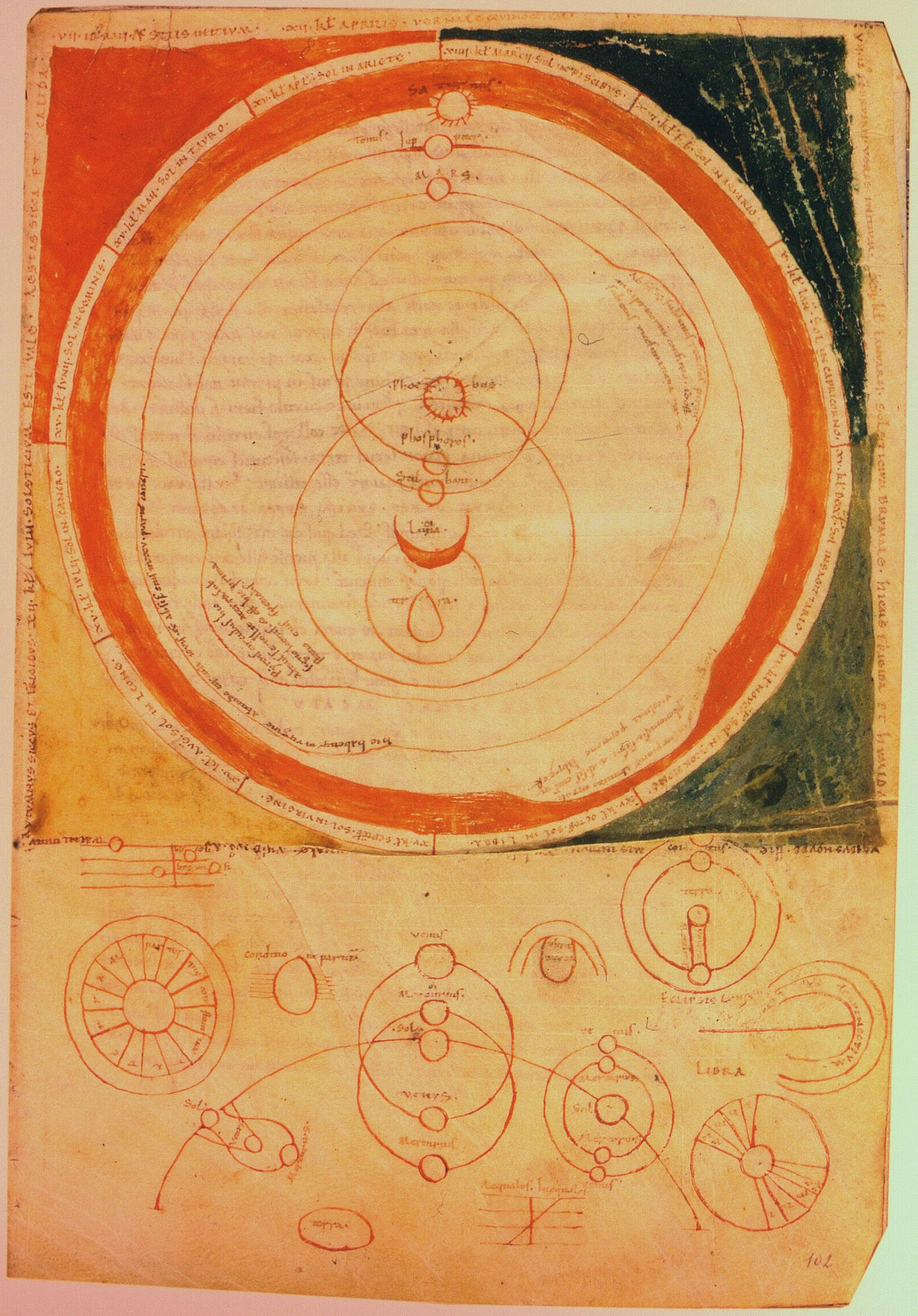
Rysunki modelu wszechświata w Rękopisie florenckim O zaślubinach Filologii z Merkurym Marcjana Kapelli, najprawdopodobniej z początku XI wieku. Florencja, Biblioteca Medicea Laurenziana, San Marco 190, fol. 102 r.

Kurs astronomii (astronomia) obejmował nauczanie matematycznych sposobów mierzenia i obliczania czasu (komputystykę), wyjaśnienie struktury wszechświata (kosmografię) oraz obserwację nieba widzianego z Ziemi.
W większości szkół do zaliczenia astronomii wystarczało zdobycie umiejętności układania kalendarza. Podstawowym podręcznikiem, który wykorzystywano, było De temporum ratione Bedy z 725 roku. Współczesny kalendarz został w zasadzie wypracowany na potrzeby kursu sztuk. Uczniowie układali go na tak zwanych tablicach paschalnych. Wpierw ustalano dzień Wielkanocy na podstawie cyklu księżycowego (235 miesięcy księżycowych), na który składało się 19 lat słonecznych. Po wykonaniu odpowiednich obliczeń, przez kombinację cyklu słonecznego (28 lat) z cyklem księżycowym uczeń wyliczał cykl paschalny (532 lata), po upływie którego fazy Księżyca przypadają na te same dni roku i tygodnia. Kolejny zabieg dotyczył ustalenia epakty dla równonocy wiosennej. Data Wielkanocy regulowała układ konkretnego roku, który należało – wychodząc od niej – podzielić na tygodnie. Obliczenia te były skomplikowane astronomicznie i arytmetycznie.
Szczegóły teorii Ptolemeusza wykładano przede wszystkim na podstawie VIII księgi O zaślubinach Filologii z Merkurym Marcjana Kapelli. Na ten podręcznik powoływał się jeszcze Kopernik w XVI wieku. W lepszych szkołach używano przyrządów astronomicznych do prowadzenia własnych pomiarów. Starożytna i średniowieczna astronomia oparta była na obliczeniach matematycznych. Jak twierdził Tomasz z Akwinu, podczas kursu astronomii daje się opis kół ekscentrycznych i epicyklów na tej podstawie, że jeżeli się robi założenie ich istnienia, dostrzegalne zmysłami pozory dotyczące ruchów niebieskich mogą zostać zachowane. Ale nie jest to ścisły dowód, ponieważ być może dałyby się one również zachować przy odmiennym założeniu. Stąd w części szkół średniowiecznych nigdy nie odrzucono całkowicie modelu heliocentrycznego. Teoria Kopernika nie wywołała w sztukach sprzeciwu, gdyż traktowano ją jako uzasadnioną matematycznie hipotezę. Sprzeciw wywołał dopiero Galileusz, który nalegał, aby hipotezę Kopernika traktować jako jedyny prawdziwy opis wszechświata.
Zgodnie z dominującym modelem nauczano, że wszechświat jest kulisty. Jedynie Ziemia, znajdująca się w jego centrum, pozostaje nieruchoma. Wszystkie inne części wszechświata znajdują się w ciągłym ruchu. Ziemia jest otoczona grupą obracających się kul, obejmujących jedna drugą. Kule te nazywano sferami (sphaerae), niebiosami (coela), elementami (elementa) lub kręgami niebieskimi (orbes celestes). Każda z tych sfer ma swoje bieguny oraz oś obrotu. Sfery wypełnia pustka (eter). W każdej z pierwszych siedmiu sfer znajduje się jedno świecące ciało niebieskie (planeta). W kolejności są to Księżyc, Merkury, Wenus, Słońce, Mars, Jowisz i Saturn. Sferę Saturna obejmuje kolejna kula, sfera gwiazd stałych (stellatum), w której znajdują się wszystkie gwiazdy. Ostatnią jest sfera pierwszego ruchu (primum mobile). Nie zawiera ona żadnego świecącego ciała niebieskiego, a o jej istnieniu wnioskowano z ruch pozostałych sfer – ruch ten bez hipotezy dodatkowej sfery nie miałby swojej przyczyny.
We wszechświecie wyróżniano dwie strefy, podksiężycową i pozaksiężycową. Granicą między nimi jest Księżyc. W podręcznikach wyjaśniano, że w każdej z tych stref obowiązują inne prawa. W świecie podksiężycowym występuje atmosfera, a bytami ożywionymi i nieożywionymi rządzi grawitacja, przypadkowość i zmienność. Natomiast w świecie pozaksiężycowym występuje próżnia, a istniejące tam byty podlegają wiecznemu ruchowi, konieczności oraz niezmienności.
Wszechświat nie jest nieskończony. Za Arystotelesem i Marcjanem Kapellą nauczano, że za ostatnią sferą  nie ma ani miejsca, ani pustki, ani czasu. Dlatego cokolwiek tam jest, jest takiego rodzaju, że nie zajmuje przestrzeni, ani nie podlega czasowi. Poza granicą wszechświata załamuje się czasoprzestrzenny sposób myślenia człowieka. Gdy Dante przekracza tę granicę, Beatrycze mówi mu: Duch nasz promienisto z najwyższych światów sfery, w ono wnika niebo, co jeno jest światłością czystą, światłością myśli pełną ukochania.

#### Muzyka
Muzyka (musica) była sztuką nauczaną prawie wyłącznie teoretycznie, uważaną za rozszerzenie arytmetyki. W ramach kursu muzyki wprowadzano różne nowe pojęcia matematyczne, na przykład ułamki. Sztukę tę określano niekiedy zgodnością (harmonia), gdyż jej celem było wykazanie harmonii świata opisanego liczbami. Taka koncepcja wywodziła się z filozofii platońskiej i neoplatońskiej. Często w tym kontekście cytowano w średniowieczu Chalcydiusza, który w komentarzu do Timajosa Platona, stwierdził, że nauka nie dotyczy tej muzyki, która cieszy plebejuszy, ale owej boskiej muzyki, która nigdy nie odstępuje od rozumienia i rozumu. Nie kształcono więc podczas kursu muzyki umiejętności śpiewu czy gry na instrumencie. Wyjątkiem były niektóre średniowieczne szkoły klasztorne lub katedralne, w których przysposabiano uczniów do uczestnictwa w officium. Terminy muzyka i muzyk, we współczesnym znaczeniu, ukształtowały się dopiero w XVI wieku.
Pierwsza część kursu poświęcona była historii i znaczeniu muzyki, przedstawianej jako uniwersalny język ludzkości i całego wszechświata. Wszechświat, zgodnie z tą koncepcją, opisywano jako przestrzeń ogromną, ale nie milczącą – tworzącą poprzez swoją matematyczną harmonię dźwięk (tonus). Następnie, wyjaśniając zjawisko harmonii, wprowadzano pojęcie matematycznej proporcji (ratio, analogia) oraz wynikające z niej zjawiska dysonansu (asymphonia) i konsonansu (symphonia). Zjawiska te tłumaczono nie tylko na przykładzie muzyki, ale także literatury, astronomii, czy geometrii. W drugiej części kursu z twierdzeń o proporcjach wyprowadzano pojęcie ułamka (fractio). Uczono działań na ułamkach, skupiając się przede wszystkim na dzieleniu. Notacja stosowana podczas nauki była odmienna w różnych epokach i krajach, opierała się jednak zawsze na literach greckich lub łacińskich.